# Andrzej Zborowski
Andrzej Zborowski herbu Jastrzębiec (ur. ok. 1525, zm. w 1598 roku) – miecznik koronny i krakowski (w 1570 roku), marszałek nadworny koronny (lata 1574-1589), kasztelan sanocki (w 1580 roku), kasztelan biecki (w 1590 roku), starosta radomski, kalwinista.
Syn Marcina Zborowskiego, podczaszego koronnego i kasztelana kaliskiego oraz Anny Konarskiej z Góry h. Abdank (1499-1575). Miał sześciu braci (jednym z nich był niesławny Samuel Zborowski) i sześć sióstr. Jako jedyny z rodzeństwa przeszedł na katolicyzm.
Studiował we Frankfurcie nad Odrą, w Wittenberdze, Moguncji i Wiedniu w latach 1557–1562.
Poseł na sejm 1569 roku z województwa sandomierskiego, poseł na sejm konwokacyjny 1573 roku, podpisał akt konfederacji warszawskiej.
Porucznikował u Zborowskiego, Bronisława Samuela (z rodu Gruszeckich herbu Lubicz), który potem był wojskim i łowczym czernihowskim.
Ożenił się z Barbarą Jordan (zm. 1605), wdową po ks. Piotrze Zbaraskim, i od 1575 miał z nią sześcioro dzieci - trzech synów: Marcina Dersława (zm. 1613), Spytka (zm. 1608) i Andrzeja (1583 – 1630) – kasztelana oświęcimskiego, ożenionego z Anną Trach; oraz trzy córki: Helenę, Katarzynę i Mariannę.
Poparł wraz z braćmi elekcję Henryka Walezego, który z wdzięczności uczynił go marszałkiem nadwornym koronnym.  W 1575 roku w czasie wolnej elekcji głosował na cesarza Maksymiliana II Habsburga. W 1576 popierał Stefana Batorego, lecz pominięty w nadawaniu urzędów, przeszedł do obozu prohabsburskiego. Był przeciwnikiem Jana Zamoyskiego. W 1587 roku podpisał elekcję Maksymiliana III Habsburga. Stanął na czele wyprawy zbrojnej pretendenta do tronu polskiego, arcyksięcia Maksymiliana, w 1588 roku. W czasie bitwy pod Byczyną dostał się wraz ze swoim protektorem do polskiej niewoli.